# Герберт Шрамм
Герберт Шрамм (нім. Herbert Schramm; 13 жовтня 1913, Вецлар, Німецька імперія — 1 грудня 1943, Ойпен, Бельгія) — німецький льотчик-ас винищувальної авіації, гауптман люфтваффе. Кавалер Лицарського хреста Залізного хреста з дубовим листям.

## Біографія
Після закінчення льотної школи зарахований в 3-ю групу 53-ї винищувальної ескадри. Учасник Німецько-радянської війни. З 1943 року — командир 5-ї ескадрильї 27-ї винищувальної ескадри. 1 грудня 1943 року його літак (Bf.109G) був збитий британським винищувачем. Шрамм катапультувався, але через невелику висоту парашут не встиг розкритися і він загинув.
Всього за час бойових дій здійснив 480 бойових вильотів і збив 42 літаки супротивника, з них 29 радянських і 3 чотиримоторні бомбардувальники.

## Нагороди
- Нагрудний знак пілота
- Залізний хрест
  - 2-го класу (20 квітня 1940)
  - 1-го класу (13 вересня 1940)
- Почесний Кубок Люфтваффе (23 лютого 1941)
- Лицарський хрест Залізного хреста з дубовим листям
  - лицарський хрест (6 серпня 1941) — за 24 перемоги.
  - дубове листя (№736; 11 лютого 1945, посмертно) — за 42 перемоги.
- Авіаційна планка винищувача в золоті